# Hürtgenwald
Hürtgenwald ist eine Gemeinde in Nordrhein-Westfalen, die zum Kreis Düren gehört.

## Geografie

### Lage
Die Gemeinde liegt im Nationalpark Eifel in der Rureifel und im Naturpark Nordeifel. Der höchste Punkt im Gemeindegebiet ist am Forsthaus Jägerhaus am Langschoß auf 566 m ü. NHN, der niedrigste zwischen Gey und Birgel auf 170 m Höhe.

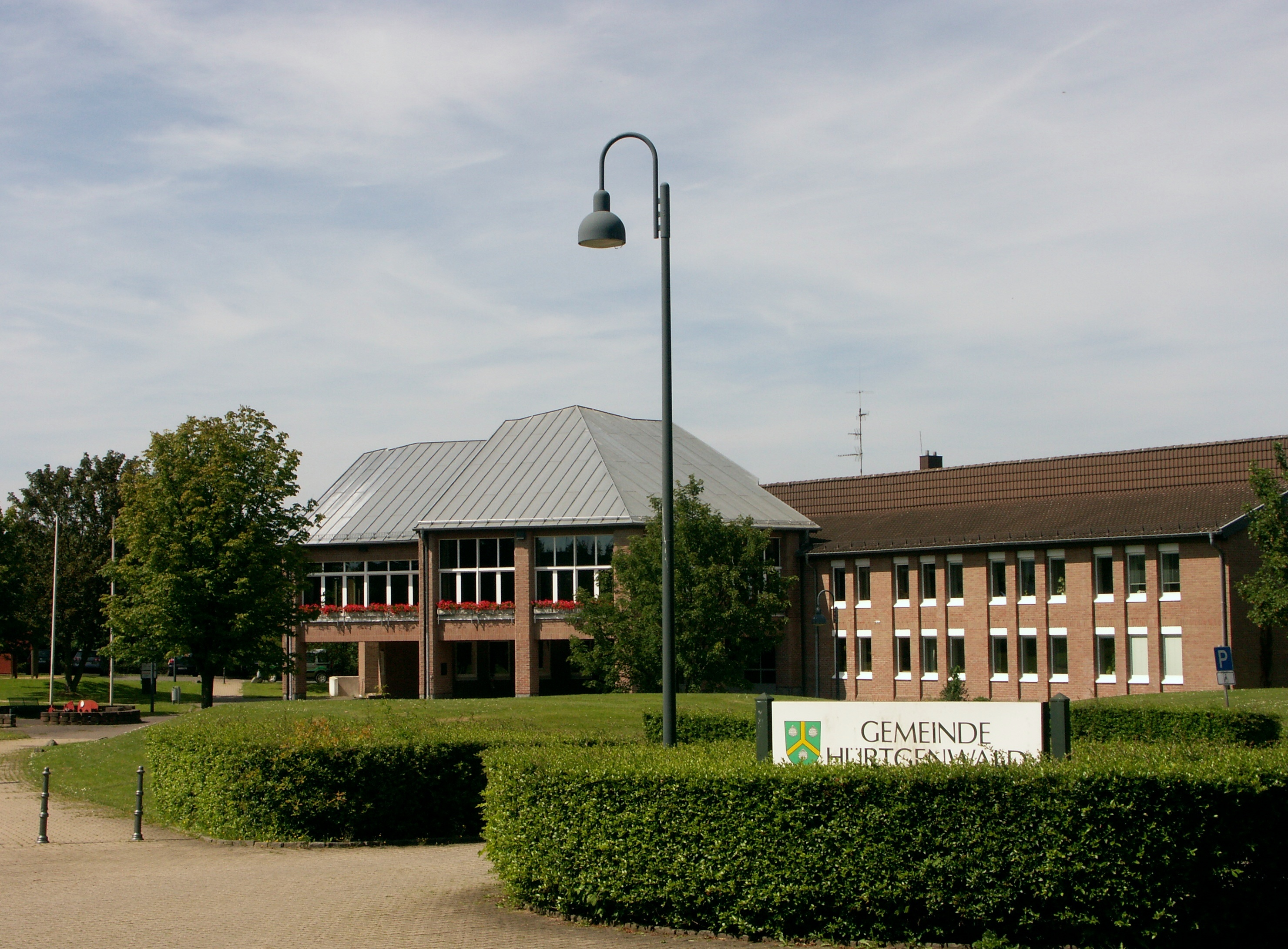
Rathaus in Kleinhau

### Nachbargemeinden

#### Im Kreis Düren
- Düren
- Kreuzau
- Langerwehe
- Nideggen

#### In der Städteregion Aachen
- Simmerath
- Stolberg

### Gemeindegliederung
- Gey
- Horm
- Straß
- Schafberg
- Großhau
- Kleinhau als Verwaltungssitz mit Rathaus
- Bergstein
- Brandenberg
- Zerkall
- Hürtgen
- Vossenack
- Simonskall
- Raffelsbrand

Die Ortsteile Simonskall und Vossenack sind als Erholungsorte anerkannt.

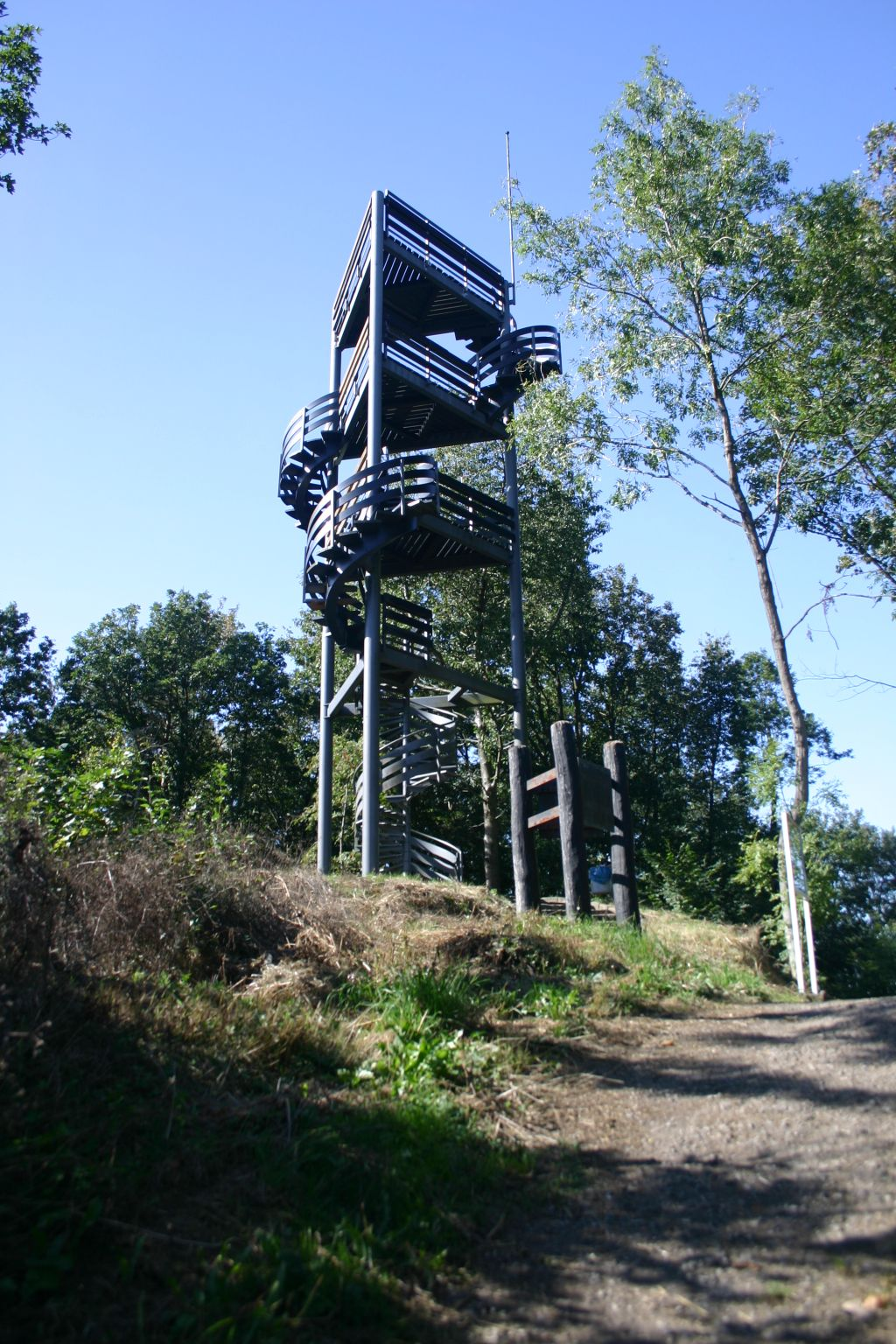
Krawutschketurm

## Geschichte
Im Mittelalter stand beim Ortsteil Bergstein auf dem Burgberg die Reichsburg Burg Berenstein. Sie ist nur noch als Burgstall zu erkennen. Dort steht der Aussichtsturm Krawutschketurm.
Als Teil des Westwalls wurde hier ein Bunker gebaut. Vom 6. Oktober 1944 bis zum 10. Februar 1945 fand im Gemeindebereich um Vossenack und Hürtgen die Schlacht im Hürtgenwald statt.

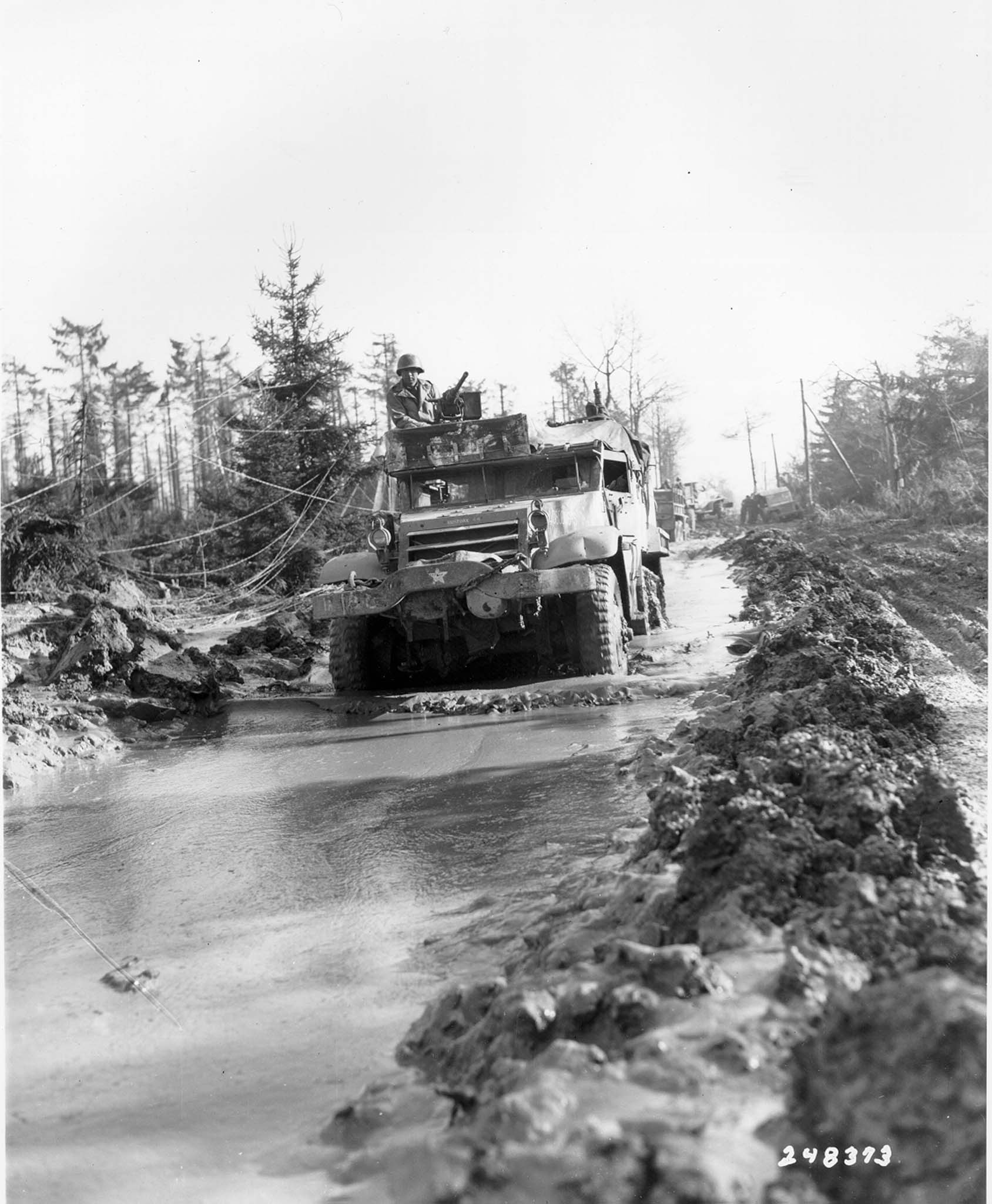
Widrigste Bedingungen während der Schlacht im Hürtgenwald

Trotz schwerster Kämpfe konnte keine Seite unmittelbare strategische Erfolge erzielen. Insgesamt gab es an die 24.000 Tote.
Die Schlacht im Hürtgenwald fand zahlreiche Rezeption in der Literatur, so bei Heinrich Böll, Kurt Vonnegut, Ernest Hemingway und Steffen Kopetzky. Der Schriftsteller Jerome D. Salinger nahm als Staff Sergeant der US Army an den Kämpfen teil, die ihn stark traumatisierten. In der amerikanischen Erinnerungskultur spielt die Schlacht im Hürtgenwald eine wesentliche Rolle.
Der Name Hürtgenwald bezog sich bis zu diesen Kämpfen lediglich auf das staatliche Forstamt. Die US-amerikanische Bezeichnung des gesamten Gebietes mit „Huertgen Forest“ führte erst bei einer späteren Gebietsreform zum Namen „Hürtgenwald“.
Im September 2023 veröffentlichten Umwelt-, Wirtschafts- und Landwirtschaftsministerium in NRW eine Liste mit sechs potenziellen Gebieten, darunter dem Hürtgenwald, für einen zweiten Nationalpark in NRW. In einem Bewerbungsverfahren sollten bis Ende 2024 formale Bewerbungen für den neuen Nationalpark eingereicht werden. Das Projekt ist durch Bürgerentscheid gescheitert.

### Entstehung/Eingemeindungen

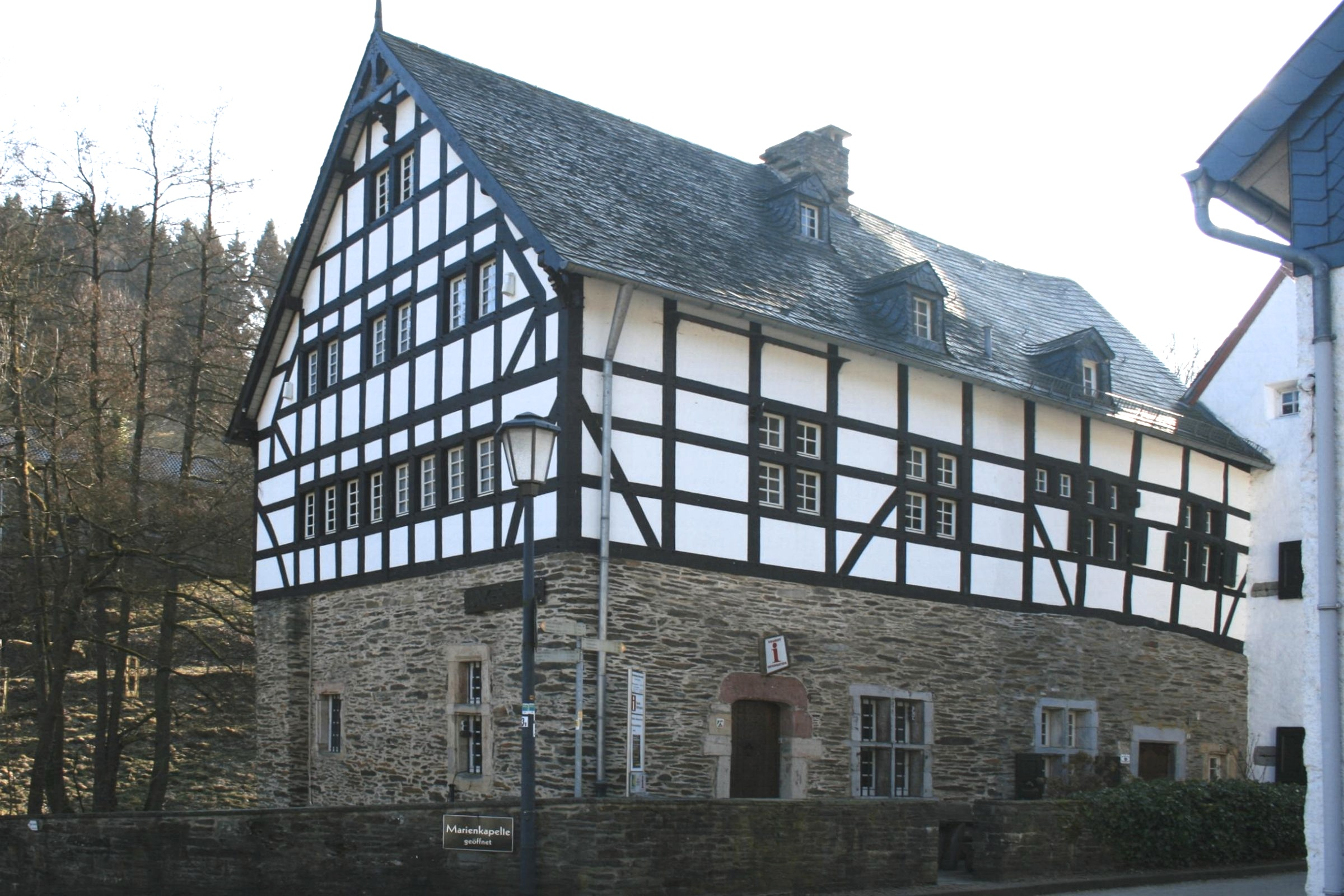
Fachwerkhaus von 1651 im Ortsteil Simonskall (Baudenkmal)

Aus dem im 19. Jahrhundert durch die Verschmelzung der Bürgermeistereien Straß und Bergstein entstandenen Amt Straß-Bergstein (Verwaltungssitz in Gey) ging am 1. Juli 1969 die Gemeinde Hürtgenwald hervor.
Der § 9 des „Gesetzes zur Neugliederung von Gemeinden des Landkreises Düren vom 24. Juni 1969“ sagt: „Die Gemeinden Bergstein, Brandenberg, Gey, Großhau, Hürtgen, Kleinhau und Straß (Amt Straß-Bergstein) werden zu einer neuen Gemeinde zusammengeschlossen. Die Gemeinde erhält den Namen Hürtgenwald.“
Das Amt Straß-Bergstein umfasste die acht Gemeinden Bergstein (mit Zerkall), Brandenberg, Gey, Großhau, Hürtgen, Kleinhau, Straß-Langenbroich-Horm und Untermaubach-Bilstein.
Ab 1969 bestand das Amt Straß-Bergstein aus den Gemeinden Hürtgenwald und Untermaubach-Bilstein.
Am 1. Januar 1972 erfolgte die kommunale Neugliederung durch das Aachen-Gesetz, wobei die Gemeinde Hürtgenwald um die ehemalige Gemeinde Vossenack (Kreis Monschau) vergrößert wurde.

## Politik
- CDU: 10
- SPD: 6
- FDP: 3
- Grüne: 4
- Linke: 0
- FFH: 7

### Gemeinderat
Der Gemeinderat ist die kommunale Volksvertretung der Gemeinde Hürtgenwald. Über die Zusammensetzung entscheiden die Bürger alle fünf Jahre, zuletzt am 13. September 2020.

### Bürgermeister
Bis 2020 war Axel Buch (* 1954) Bürgermeister der Gemeinde Hürtgenwald. Zu seinem Nachfolger wurde der parteilose Andreas Claßen gewählt, bei der Wahl 2020 erhielt er 61,06 % der Stimmen. Jedoch stieß seine Amtsführung bei den Ratsfraktionen von FFH, SPD, Grünen und FDP, die ihn bei der Wahl zunächst unterstützten, auf Kritik, sodass diese im Februar 2022 ein Abwahlverfahren einleiteten. Diesem stimmten auch Abgeordnete der CDU zu, sodass am 15. Mai 2022 eine Abstimmung durchgeführt wurde. Bei dieser stimmten 68,24 % der Abstimmenden für die Abwahl Claßens. Da diese zugleich mehr als 25 Prozent aller Wahlberechtigten ausmachten, wurde der Bürgermeister abgewählt. Damit wurde eine Neuwahl notwendig, welche am 28. August 2022 stattfand. In der Neuwahl wurde Stephan Cranen zum Bürgermeister der Gemeinde mit 67,29 % der Stimmen gewählt. Laut eigener Aussage von Stephan Cranen will er das Amt zum 1. Oktober 2022 übernehmen.

### Wappen und Banner
Der Gemeinde Hürtgenwald ist mit Urkunde des Innenministers des Landes Nordrhein-Westfalen vom 8. Dezember 1975 das Recht zur Führung eines Wappens, eines Siegels und einer Flagge verliehen worden.
Das Wappen ist ein dreigeteilter Schild: Auf grünem Grund ein goldgelber Göpel und je ein silberweißer Kiefernzapfen in den drei grünen Feldern.
Der Göpel teilt das Wappen auf, wodurch die Zusammensetzung von Hürtgenwald aus verschiedenen Ortschaften symbolisiert werden soll, die früher zu den Ämtern Straß, Bergstein und Simmerath gehörten. Die Zapfen verweisen auf die umliegenden Wälder, die das Landschaftsbild prägen.
Beschreibung des Banners: „Grün-Weiß-Grün im Verhältnis 1 : 4 : 1 längsgestreift mit dem etwas über die Mitte nach oben verschobenen Gemeindewappen.“

Wappen der Gemeinde Hürtgenwald
Banner der Gemeinde Hürtgenwald

## Kultur und Sehenswürdigkeiten

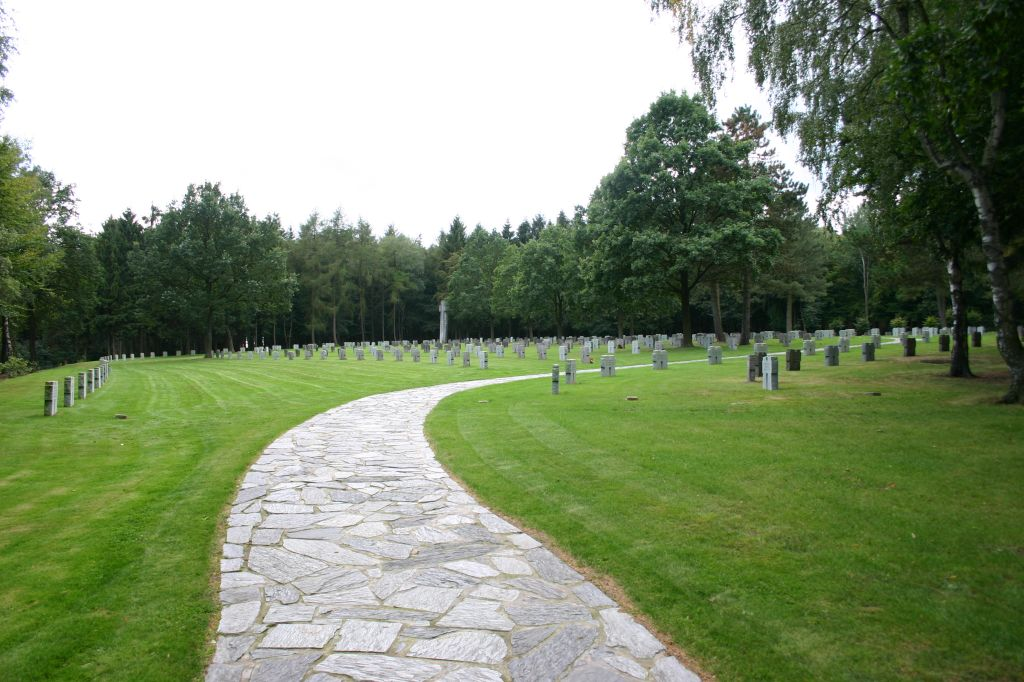
Kriegsgräberstätte Hürtgen

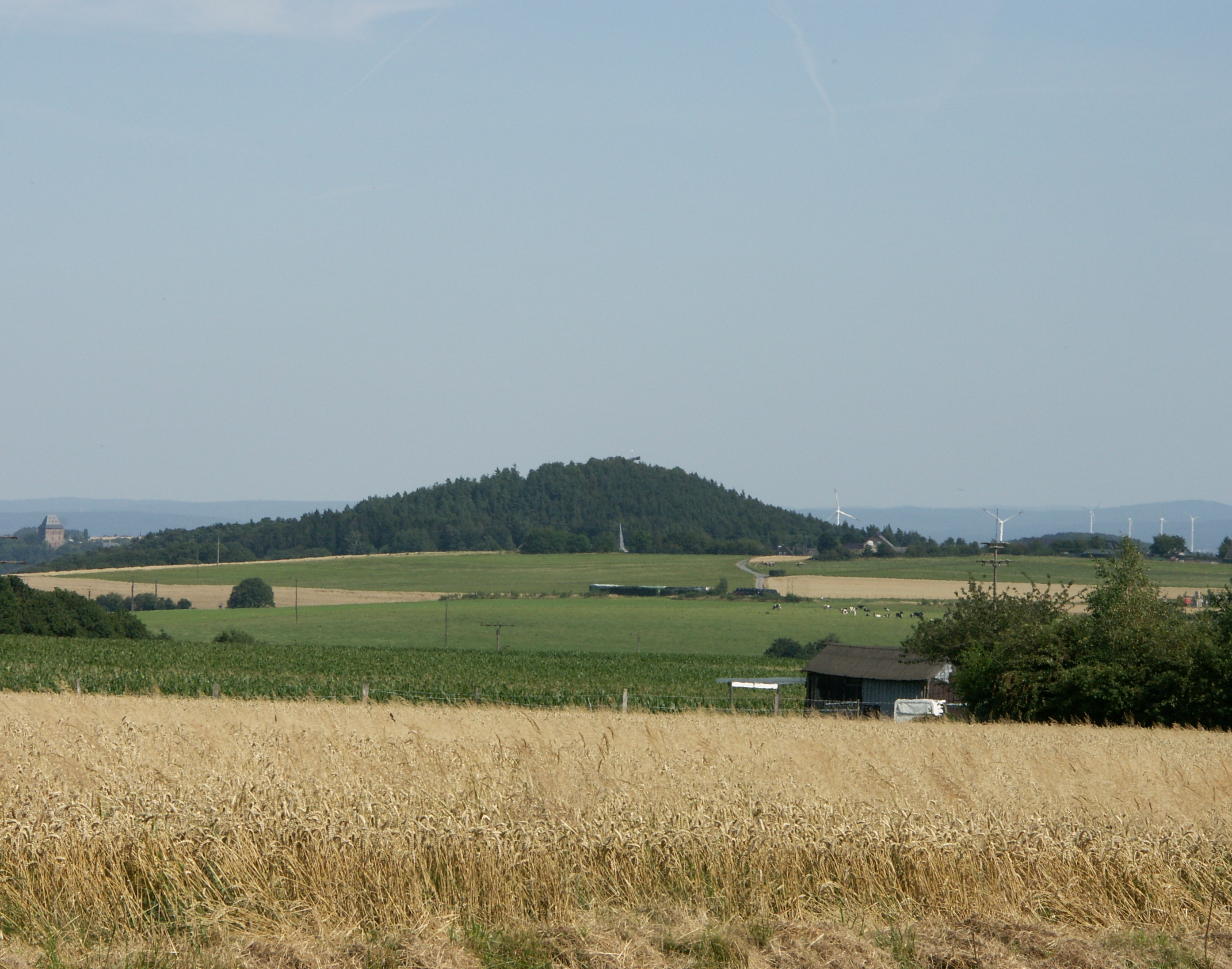
Blick von Brandenberg ostsüdostwärts zum Burgberg mit Turmspitze der Bergsteiner Kirche vor dem Berg und links befindenden Wohnturm der Burg Nideggen

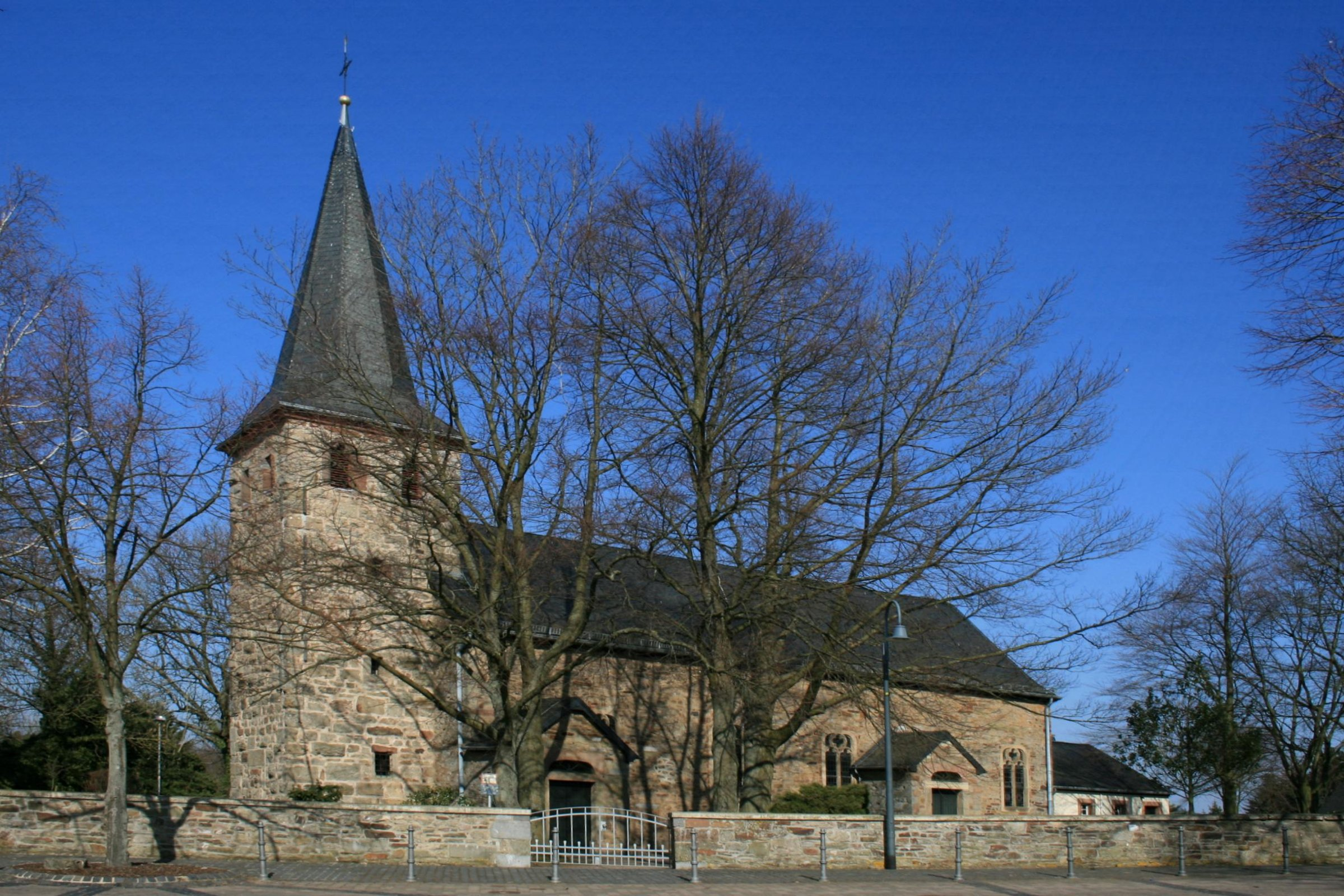
Bergsteiner Pfarrkirche

### Museen
- Museum „Hürtgenwald 1944 und im Frieden“

### Ehrenfriedhöfe und Gedenkstätten im Hürtgenwald
Die Kriegsgräberstätte Vossenack liegt bei Vossenack etwa 500 m hinter dem Ortsende an der Simonskaller Straße. Daneben das Mahnmal für die 116. Panzer-Division der Wehrmacht (Windhund-Division).
Die Kriegsgräberstätte Hürtgen liegt bei Hürtgen etwa 500 m hinter dem Ortsende unmittelbar an der Bundesstraße 399, jeweils aus Richtung Düren gesehen.
Ein Gedenkstein für Friedrich Lengfeld wurde auf der Kriegsgräberstätte Hürtgen errichtet.
Die Gedenkstätte für den US-Soldaten PFC Robert Cahow liegt im Wald westlich der Dürener Straße auf Höhe von Ochsenkopfbunker 118.

### Hürtgenwaldmarsch
Jedes Jahr findet der Internationale Hürtgenwaldmarsch bei Vossenack statt. Er ist eine Marsch- und Gedenkveranstaltung, ausgerichtet von der Bundeswehr. Der Marsch führt entlang der Schauplätze der verlustreichen Kämpfe im Hürtgenwald ab Herbst 1944. Geführte Touren führen zu ausgewählten Plätzen und Relikten der Schlacht. Die Veranstaltung dient dem Gedenken der Opfer diese Schlacht mit Ausstellungen, Vorträgen und Kranzniederlegung. Veranstalter ist das Landeskommando Nordrhein-Westfalen, Düsseldorf.

### Schlachtfeld
Das Schlachtfeld um Hürtgen, Vossenack und Schmidt erinnern zahlreiche Panzersperren, Bunker und andere Relikten und Plätzen an die verlustreichen Kämpfe. Dazu gehören auch der Kall Trail Hohlweg mit
Verwundeten Sammelstelle/US-AID-Station 1944 von „German doctor“  Günter Stüttgen, die Panzerkette am Weg nach Schmidt und andere. Einschlägige Karten, auch google maps, stellen ihre Lagen dar.

### Bauwerke
- Der Krawutschketurm auf dem Burgberg in Bergstein.

## Wirtschaft und Infrastruktur

### Maubacher Bleiberg
Von 1948 bis 1968 wurde neben dem Ort Horm im Maubacher Bleiberg Erzabbau betrieben. Später befand sich hier die Mülldeponie für den Kreis Düren.

### Verkehr
Die Bundesstraße 399 durchzieht die Gemeinde von Nordosten nach Südwesten zwischen den Ortschaften Gey und Raffelsbrand, die Landesstraße 11 von Südosten nach Nordwesten zwischen den Gemeindeteilen Kleinhau und Zerkall.
Zerkall ist auch durch die Bahnstrecke Düren–Heimbach erschlossen.

### Bildung
Die Gemeinde Hürtgenwald verfügt über drei Grundschulen in den Ortsteilen Vossenack, Straß und Bergstein. Für Schüler mit Hauptschul-, Realschul- und Gymnasialempfehlung unterhält die Gemeinde Hürtgenwald die Sekundarschule Nordeifel im Ortsteil Kleinhau. Ein sich in kirchlicher Trägerschaft befindendes Gymnasium im Ortsteil Vossenack rundet das Angebot ab.

## Persönlichkeiten
- Arnold Poll (1925–2016), römisch-katholischer Priester und von 1980 bis 2000 Präsident des Kindermissionswerks „Die Sternsinger“.